# Mmusa Ohilwe
Mmusa Ohilwe (ur. 17 kwietnia 1986 w Lobatse) – piłkarz botswański grający na pozycji prawego lub środkowego obrońcy.

## Kariera klubowa
Karierę piłkarską Ohilwe rozpoczął w klubie BMC Lobatse. W jego barwach zadebiutował w 2005 roku w botswańskiej Premier League. W 2007 roku odszedł z niego do Township Rollers z Gaborone. Po 2 latach gry w tym klubie wrócił do BMC Lobatse, a w 2010 roku został zawodnikiem Gaborone United. Następnie grał w BMC Lobatse (2012-2013), Extension Gunners FC (2013-2014) i Jwaneng Galaxy FC (2014-2017).

## Kariera reprezentacyjna
W reprezentacji Botswany Ohilwe zadebiutował 21 marca 2009 roku w zremisowanym 0:0 towarzyskim meczu z Namibią. W 2012 roku został powołany do kadry na Puchar Narodów Afryki 2012. Od 2009 do 2013 rozegrał w kadrze narodowej 31 meczów.